# Cave Hill (St. Michael)
Cave Hill in St. Michael ist ein städtisches Gebiet im Parish St. Michael im karibischen Inselstaat Barbados. Es liegt etwa 4 km nordwestlich der Hauptstadt Bridgetown an der Westküste von Barbados.

## Geographie
Das Siedlungsgebiet erstreckt sich von Freshwater Bay und Batts Rock Bay nach Osten ins Landesinnere. Im Umkreis liegen die Siedlungsgebiete Lazaretto, Wanstead, Lodge Hill, Whitehall, und Spring Garden. Neben den Stränden Paradise Beach und Batts Rock Beach ist der Campus der University of the West Indies at Cave Hill eines der prägenden Landschaftsmerkmale. Der University Drive verbindet das Gebiet mit dem Osten des Landes.

## University of the West Indies at Cave Hill

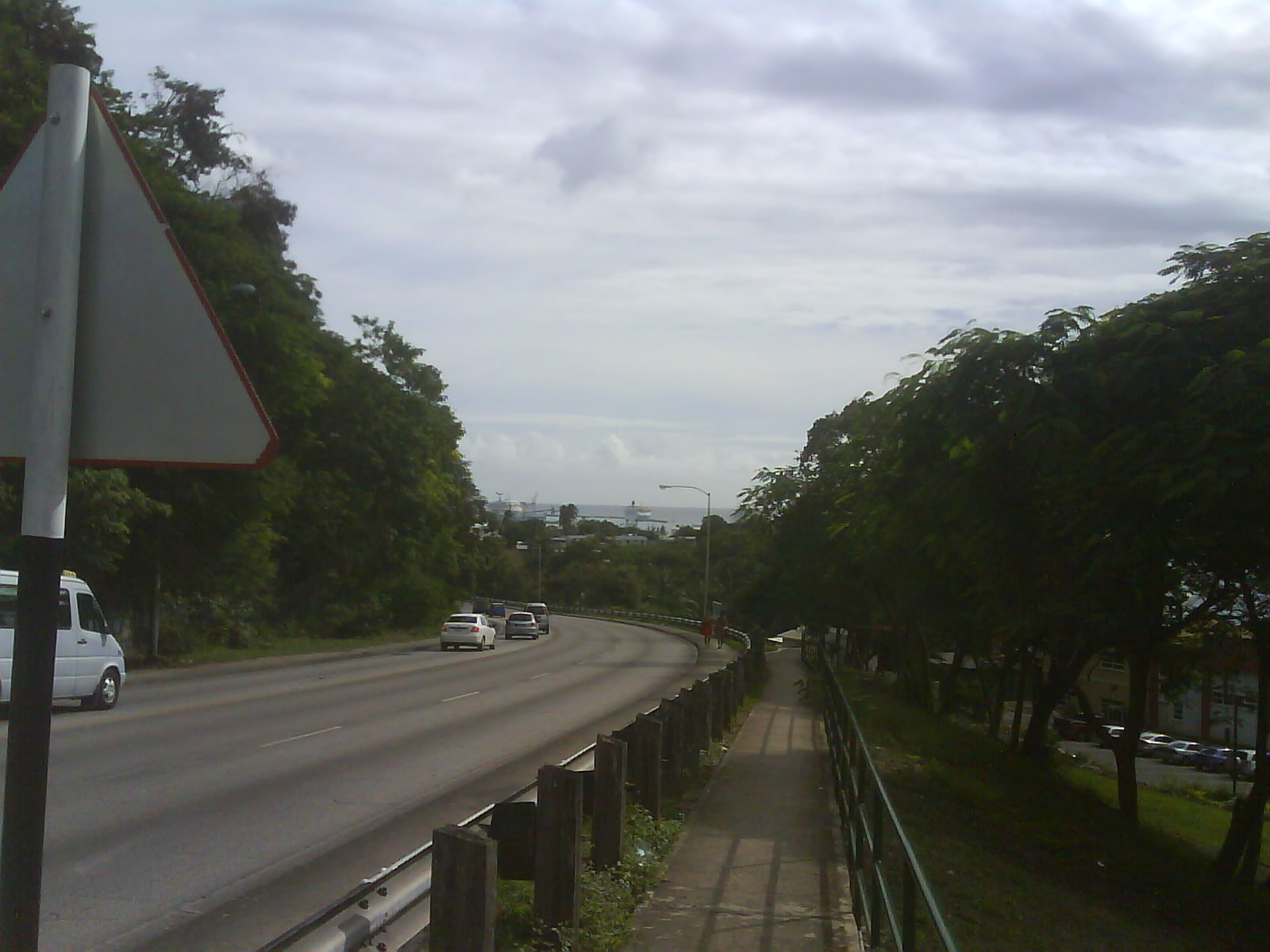
University Drive, mit Blick nach Westen mit dem Hafen im Hintergrund

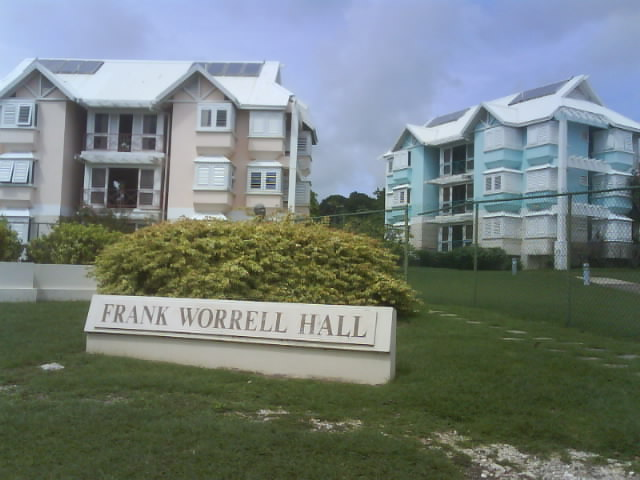
Wohnheim am Cave Hill Campus der University of the West Indies

Der Cave Hill Campus der University of the West Indies liegt auf einer Anhöhe über der Hauptstadt Bridgetown. Obwohl der Campus in den vergangenen Jahren stark erweitert wurde, erhält er seinen Charme durch die einfachen, relativ niedrigen Gebäude. Seit 2004 ist der Cave Hill Campus auch Sitz des West Indies Federal Archives Centre.